# Şehzade Ali Vasib
Şehzade Ali Vasib Efendi (anche noto come Ali Vasib Osmanoğlu; Istanbul, 13 ottobre 1903 – Alessandria d'Egitto, 19 luglio 1983) è stato un principe ottomano, discendente del sultano Murad V e 41º Capo della Casa Imperiale di Osman.

## Origini
Şehzade Ali Vasib nacque il 13 ottobre 1903 a Istanbul, nel Palazzo di Çırağan.
Suo padre era Şehzade Ahmed Nihad, figlio di Şehzade Mehmed Selaheddin e nipote del sultano ottomano Murad V, e sua madre la sua consorte Safiru Hanim. All'epoca della sua nascita, il Palazzo di Çırağan fungeva da prigione per il sultano deposto Murad V e la sua famiglia, compreso il padre e il nonno di Ali Vasib, ma nel 1904, meno di un anno dopo la sua nascita, Murad morì e la sua famiglia venne liberata, dopo una reclusione di ventotto anni. Ali Vasib era molto legato a Şayan Kadin, la terza consorte di suo nonno, la quale scelte di rimanere al Palazzo di Çırağan anche dopo la morte di Murad. Vasib la chiamava "terza nonna" e si recava spesso a trovarla.
Ali Vasib al Galatasaray e al Harbiye College di Istanbul e divenne tenente di fanteria dell'esercito, guadagnandosi l'Ordine di Osmaniye e l'Ordine di Medjidie.

## Esilio
Nel 1924 la dinastia ottomana venne esiliata e la famiglia si disperse.
Ali Vasib, sua moglie e suo figlio vissero per alcuni mesi a Budapest e poi si stabilirono a Nizza.
Dal momento che i documenti rilasciati dalla Repubblica della Turchia agli esiliati scadevano dopo solo un anno, Vasib sfruttò i suoi contatti in Francia, che includevano il Ministro degli esteri Conte Castellane e il generale Tolosa, per procurare alla sua famiglia nuovi passaporti, dove erano riconosciute sia la nazionalità ottomana che i titoli imperiali.
Nel gennaio 1935 Ali Vasib e la sua famiglia si trasferirono a Alessandria d'Egitto, dove Vasib lavorò per 18 anni come Direttore del Palazzo Antoniadis, usato come residenza per ospiti stranieri illustri in visita, fra cui reali, capi di Stato e di governo e dignitari.
Nel 1974 la Turchia revocò la sentenza d'esilio per i membri maschili della dinastia, dopo aver già revocato quella per i discendenti nati in esilio e i membri femminili. Da allora Vasib si recò a Istanbul ogni anno, risiedendo con la moglie in un piccolo appartamento a Piazza Sultan Ahmed.
Qui pubblicò le sue memorie, scritte in turco ottomano e tradotte da suo figlio in turco moderno .
Il 19 gennaio 1977, alla morte di Şehzade Mehmed Abdülaziz, Ali Vasib divenne il 41° Capo della Casa Imperiale di Osman.

## Morte
Şehzade Ali Vasib morì il 19 luglio 1983 ad Alessandria d'Egitto, a causa di un ictus. Inizialmente sepolto in città, le sue spoglie vennero in seguito traslate a Istanbul, nel mausoleo Mehmed V.
Nel suo elogio, la Lega monarchica lo elogiò così: "Il principe Ali Vasib sarà ricordato come un uomo di grande fascino. La sua disinvoltura e le sue doti di narratore erano i tratti distintivi di uno degli ultimi grands seigneurs di Gotha".

## Famiglia
Şehzade Ali Vasib ebbe una sola moglie:
- Mukbile Sultan. Era figlia di Şehzade Ömer Hilmi e nipote del sultano Mehmed V. Lei e Ali erano quindi lontani cugini, in quanto il nonno di lei, Mehmed V, e il bisnonno di lui, Murad V, erano fratellastri. Si sposarono a Nizza il 30 novembre 1931. Ebbero un figlio:
  - Şehzade Osman Selaheddin Vasib Osmanoğlu (n. 7 luglio 1940). Sposato con Athena Joy Christoforides, hanno tre figli e una figlia:
    - Ayşe Gülnev Sultan Osmanoğlu (n. 17 gennaio 1971, Inghilterra). Autrice di romanzi storici sulla dinastia ottomana, fra cui The Gilded Cage on the Bosphorus. Ha sposato Nicholas Sutton il 27 agosto 1994 e ha cinque figli:[11][12]
      - Sultanzade Max Ali Sutton (n. 5 gennaio 2000, Londra)
      - Sultanzade Cosmo Tarik Sutton (n. 10 settembre 2001, Londra)
      - Sultanzade Lysander Gengiz Sutton (n. 12 aprile 2003, Londra)
      - Tatyana Aliye Hanımsultan Sutton (n. 2005)
      - Sultanzade Ferdinand Ziya Sutton (n. 26 luglio 2006)

    - Şehzade Orhan Murad Osmanoğlu (n. 26 dicembre 1972, Inghilterra). Ha sposato Patricia Emine Iotti il 18 febbraio 2001. Hanno due figli:
      - Şehzade Turan Cem Osmanoğlu (n. 7 gennaio 2004, Inghilterra)
      - Şehzade Tamer Nihad Osmanoğlu (n. 2006)

    - Şehzade Nihad Reşad Osmanoğlu (17 settembre 1978 - 19 dicembre 1978, Inghilterra).
    - Şehzade Selim Süleyman Osmanoğlu (n. 15 dicembre 1979, Inghilterra). Il 22 giugno 2003 a Istanbul ha sposato Alev Öcal. Hanno due figli:
      - Şehzade Batu Bayezid Osmanoğlu (n. 2008)
      - Esma Emira Sultan Osmanoğlu (n. 2015)[13]